# Curtis Malik
Curtis Malik (* 26. Juli 1999 in Redhill) ist ein englischer Squashspieler.

## Karriere
Curtis Malik sicherte sich bereits bei den Junioren in verschiedenen Altersklassen den Titel bei den englischen bzw. britischen Meisterschaften. Er begann seine professionelle Karriere im Jahr 2018 und gewann bislang zehn Turniere auf der PSA World Tour. Der erste Titelgewinn gelang ihm im Oktober 2021 in Macclesfield. Auch die übrigen vier folgten im Verlauf der Saison 2021/22. Seine höchste Platzierung in der Weltrangliste erreichte er mit Rang 32 am 2. Juni 2025. Mit der englischen Nationalmannschaft gelang ihm 2023 der Titelgewinn bei den Europameisterschaften. 2024 verteidigte er mit der Mannschaft den Titel. Er gehörte auch zum englischen Aufgebot bei den Weltmeisterschaften 2024, bei denen er nach einer Finalniederlage gegen Ägypten Vizeweltmeister wurde. 2025 folgte ein weiterer Titelgewinn bei den Europameisterschaften.
Seine Schwester Torrie und sein Bruder Perry sind ebenfalls Squashspieler.

## Erfolge
- Vizeweltmeister mit der Mannschaft: 2024
- Europameister mit der Mannschaft: 3 Titel (2023, 2024, 2025)
- Gewonnene PSA-Titel: 10